# Tolu Smith
Galen Edward Mitchell "Tolu" Smith III, né le 26 juillet 2000 à Bay St. Louis dans le Mississippi, est un joueur américain de basket-ball évoluant au poste de pivot et mesurant 2,10 m.

## Biographie

### NBA
Le 7 janvier 2025, il signe un contrat two-way avec les Pistons de Détroit.

## Palmarès et distinctions personnelles
- 2× First-team All-SEC (2023, 2024)2)